# Сражение под Кульмом
Сраже́ние под Ку́льмом — двухдневное сражение с 29 по 30 августа 1813 года под Кульмом у Пристена между русско-прусско-австрийскими войсками Богемской армии и французским корпусом генерала Вандама.
29 августа русский корпус графа Остермана-Толстого сдерживал натиск вдвое превосходящих сил противника. 30 августа корпус усилился войсками Богемской армии. Командование союзных сил скоординировало время удара по противнику с фронта и тыла. Появление прусского корпуса Клейста в тылу Вандама и удар союзников с фронта «окончательно решило участь сражения». Французы оказались в окружении и сложили оружие. Генерал Вандам был пленён.

## Предыстория
Вечером 27 августа 1813 года, потерпев неудачу в сражении под Дрезденом, главнокомандующий союзной Богемской армией князь Шварценберг отдал приказ войскам сняться с позиций и отступить просёлочными, едва проходимыми дорогами через Рудные горы в Богемию. Русско-прусским войскам под командованием Барклай-де-Толли было приказано отступать через Дону, Гисгюбель и Петерсвальд на Тёплиц. Австрийским — по двум направлениям: одна часть войск через Диппольдисвальде на Эйхвальд, другая через Рабенау на Мариенберг и далее на Комотау. В то же время французские войска приступили к преследованию частей отступающей союзной армии: Мюрат с Клодом-Виктором были направлены к Фрейбергу, Мармон к Диппольдисвальде, Сен-Сир к Максену. Сам Наполеон с гвардией должен был занять Пирну.
28 августа корпус Остермана-Толстого, стоял между Пирной и Цегистой. Корпус Вандама располагался фронтом к Остерману и перекрывал путь к шоссе на Петерсвальд. Утром 28 августа от Барклай-де-Толли поступило предписание Остерману двигаться на Максен в случае занятия французами пути на Петерсвальд. Принц Евгений (двоюродный брат Александра I) убедил Остермана и Ермолова отказаться от предписания. Он предложил смелый план: быстрым марш-броском от Цегиста до Гисгюбеля опередить Вандама на шоссе к Петерсвальд, занять выходы из Рудных гор прежде французов, прикрыть отступление Богемской армии. С целью реализации замысла было осуществлено ложное нападение на французские позиции у Кричвица и высоты Кольберг. Решительные «атаки русских войск заставили Вандама направить силы к своему правому флангу, оставив у Гисгюбеля и Геллендорфа слабые отряды». Манёвр был успешно осуществлён.
29 августа в 8 часов утра под прикрытием арьергарда генерала Кнорринга гвардейские части Остермана миновали Кульм и заняли позицию у Пристена, которая была выбрана генералом Ермоловым. Вслед за гвардией позицию заняли войска второго пехотного корпуса принца Евгения.
Корпусу Остермана-Толстого выпала честь прикрыть отступление союзников, спасти от гибели и плена всю Богемскую армию, при которой находились Императоры: русский, австрийский и Король прусский и способствовать пленению целого французского корпуса с маршалом Вандамом во главе
Около 10 часов утра арьергард Кнорринга оставил позицию. Войска Вандама заняли Кульм. В то же время к Остерману прибыл Король Пруссии Фридрих Вильгельм III. Оценив обстановку, он приказал офицерам своей свиты направиться к «горным выходам», с тем чтобы перенаправить колонны войск «по мере их дебуширования» в помощь Остерману. Во все время сражения Король Пруссии Фридрих-Вильгельм III оставался вблизи позиции у Пристена.
Вандам весь день 28 августа упорно преследовал русские войска на шоссе к Петерсвальд, стараясь их опередить. Он был уверен в том, что следом идут основные силы Наполеона. Однако, 29 августа Наполеон отказался от удара в тыл корпусу Остермана и внезапно возвратился из Пирны в Дрезден: к известию о поражении маршала Удино при Гросберене добавилась весть о победе Силезской армии под командованием Блюхера на реке Кацбах. Войска Сен-Сира и Мортье, которые ранее планировали оказать содействие Вандаму, также изменили направления действий: Сен-Сир повернул к Максену, Мортье остановился у Пирны. При таких обстоятельствах, Вандам остался в одиночестве в тылу Богемской армии.

## Выбранная позиция
Русские войска были развёрнуты на высотах у подножья Рудных гор. Левое крыло примыкало к Главному хребту около селения Страден и состояло из Лейб-егерского и Муромского полков под командованием генерала Бистрома. В центре позиции в селе Пристен расположились батальоны первого и второго пехотных корпусов под командованием принца Евгения. Правое крыло состояло из кавалерии: Лейб-кирасирского полка её Величества, других, подходивших к месту сражения, кавалерийских частей и располагалось на лугу вдоль реки. Впереди фронта была расположена артиллерия. Позади селения Пристен стояли в колоннах к атаке в первой линии: Измайловские и Семёновские полки, во второй Преображенский полк, за этим полком — Лейб-гусары. Позиция «имела тактические выгоды»: шоссе на Тёплиц проходило по возвышенности, которая прикрывала селение Пристен и войска от действия вражеской артиллерии. Численность войск Остермана не превышала 17000 человек. Численность войск Вандама составляла 30000 человек.

## План сражения
Утром 29 августа император Александр I в сопровождении свиты направлялся из Альтенбурга в Дукс к новому месту Главной квартиры. У села Краупен Александр, услышав грохот боя, поднялся на высоту и, видя «опасное положение корпуса Остермана у Кульма», тотчас приказал повернуть отступающие австрийские войска графа Коллоредо на усиление Остермана. Одновременно, поручил офицеру свиты генералу Жомини перенаправить отступающие боеспособные части союзных войск к Кульму. Император Александр I понял, что настало время окружить и уничтожить французский корпус. С целью реализации замысла он направил полковника Шёлера к прусскому генералу Клейсту с просьбой повернуть прусский корпус, который отступал от селения Фюрстенвальд к Теплицу, в сторону шоссе на Ноллендорф и ударить в тыл Вандаму.
Прусский корпус Клейста двигался от Гаусдорфа к селению Фюрстенвальд по «дурной горной дороге». В 4 часа по полудню на марше к Клейсту от Фридриха-Вильгельма III прибыл граф Швейниц с приказанием «идти как можно скорее через горные теснины в Теплицкую долину на помощь Остерману». Клейст ответил, что войска измотаны трудным переходом, им нужен отдых. Он отправил графа Швейница к Королю с поручением донести сказанное. Добавил, что трудно отрядить и направить даже одну бригаду в помощь Остерману по «горным дорогам, заваленными обозами отступающих войск». Прусские войска подошли к Фюрстенвальд поздно вечером.
В след за Швейницом, ночью в Фюрстенвальд к Клейсту прибыл посыльный от императора Александра I полковник Шёлер.
Прусские разъезды подтвердили отсутствие неприятеля на шоссе со стороны селения Петерсвальд. Авангард Сен-Сира прекратил преследование Клейста и остановился у Гласгуте.
Учитывая обстоятельства и настойчивую просьбу императора Александра I, на совещании штаба корпуса было принято решение рано утром идти через Стрекенвальд к Ноллендорфу в тыл Вандаму. Полковник Шёлер в ночь с 29 на 30 августа отправился обратно в Тёплиц. Клейст поручил полковнику сообщить союзным монархам и Главнокомандующему Богемской армией князю Шварценбергу о принятом решении.
Офицеры с восторгом встретили это отважное известие. Нападение Клейста на Вандама с тыла «делало ему большую честь» и налагало на него огромную ответственность в случае неудачи: была уверенность, что Наполеон со всей своей армией двинется вслед за Вандомом в Богемию.
На совещании в Главной квартире союзные монархи Александр I, Фридрих-Вильгельм III, и главнокомандующий Богемской армией князь Шварценберг определили время атаки войск Вандама с фронта и тыла. Полковник Шёллер вновь был послан к генералу Клейсту с приказом «по возможности стараться появиться у Ноллендорфа 30 августа около 10 часов утра». Барклай-де-Толли, приняв командование над всеми союзными войсками у Кульма, должен был атаковать Вандама с фронта «не прежде, чем получит сведения о появлении войск Клейста у Ноллендорфа».

## Ход сражения

### 29 августа
Около полудня 29 августа, выйдя из Кульма, французская бригада Рейса (шесть батальонов) без задержки с ходу атаковала левое крыло корпуса Остермана. Планировалось отбросить русских от Главного хребта и занять выход из Рудных гор. Войска под командованием генерала Бистрома встретили натиск французов, атаковали и нанесли неприятелю чувствительный урон. Генерал Рейс был убит.
Вандам увеличил давление на левое крыло. Французы «подобно грозным тучам двигались от Ноллендорфа к Кульму». Пристен переходил «из рук в руки».
Никогда ещё русские не сражались с таким блеском, никогда успех им не был столь важен
В 2 часа по полудню к позиции подошли 14 французских батальонов генерала Филиппона. Завязался упорный кровопролитный бой. Два французских батальона были окружены и уничтожены. Урон в русских войсках также был значительным: в Семёновском полку потери составили 900 человек. Принц Евгений приказал Байкову и Черемисинову разместить свои батареи под прикрытием «отлогой высоты» влево от Пристена. Удачные действия батарей затруднило атаки французских батальонов. Для их подавления французы развернули 24 орудия. Однако, благодаря удачно выбранной позиции, попаданий было мало. Тем не менее одно неприятельское ядро тяжело ранило графа Остермана-Толстого: пришлось срочно ампутировать левую руку. Начальство над войсками принял Ермолов.
Около 5 часов вновь показались колонны французских войск. Несмотря на плотный огонь, французы вплотную приблизились к русским батареям. Однако, в критический момент подошли союзные резервы: Лейб-драгуны генерала Дибича и Лейб-уланы ландграфа Гессен-Филипстальского. Французы были опрокинуты и потеряли пленными до 500 человек.
К позициям русских войск также прибыли: первая кирасирская дивизия генерала Динста, австрийские драгунские полки эрцгерцога Иоана и вторая кирасирская дивизия. К французским позициям подошли 8 батальонов дивизии Дюмонсо.
К семи часам дело было прекращено. К союзным силам подошли резервы: вторая гвардейская дивизия генерала Удома, первая гвардейская дивизия генерала Раевского. С резервами прибыл граф Милорадович. Поздно вечером на позицию у Пристена прибыли Главнокомандующий Богемской армией князь Шварценберг и генерал Барклай-де-Толли.

### 30 августа
Диспозиция боя, разработанная Барклай-де-Толли на 30 августа, предполагала «левому крылу союзных сил оставаться на месте на позиции у Пристена, пока войска правого крыла произведут обход левого фланга неприятеля, затем атаковать его на всех пунктах и отбросить к горным теснинам».
В половине девятого утра войска правого крыла союзных войск силами кавалерии Кнорринга, двух дивизий графа Коллоредо, четырёх австрийских батальонов Абеля при поддержке Татарского уланского полка и Лейб-кирасирского полка её Величества атаковали войска левого крыла французов и прижали их к Кульму.
Союзные монархи Александр I и Фридрих Вильгелм III на высоте у Шлосберна с «нетерпением ожидали появление Клейста в тылу Вандама».
На Ноллендорфском перевале раздались выстрелы: с горных теснин дебушировались части прусского корпуса Клейста. Французы, приняв вражеские войска за авангард основных сил Наполеона, встретили их появление радостными восклицаниями, барабанным боем, звуками труб.
Вандам, убедившись, что путь отступления его корпуса заблокирован прусскими войсками у местечка Арбезау, приказал командирам подразделений оставить всю артиллерию и отступать к селению Петерсвальд.
Для сдерживания французов «под рукой у Клейста» была лишь бригада Пирха: прусская колонна продолжала постепенно дебушироваться с гор. Прусские войска заняли селение Обер-Арбезау. Однако, из Нидер-Арбезау выбить французов не было возможности. В кровопролитных схватках погибло много прусских офицеров. Офицеры действовали геройски: Принц Август «соскочил с лошади, схватил знамя 2-го Силезского полка и повёл пехотинцев в атаку». Отступающая кавалерия генерала Корбино буквально смяла заградительную позицию прусских войск: артиллеристы успели выстрелить картечью только из одного 12-фунтового орудия. Погибло много всадников, другие изрубили прислугу и канониров. Прусская пехота «бросилась в обе стороны от шоссе».
Одновременно «с прорывом Корбино последовало общее наступление союзных войск» у Пристена. Войска (гренадёры Раевского, австрийская бригада Гессен-Гомбурского, части 2-го пехотного корпуса принца Евгения с лёгкой кавалерией), поддержанные 1 кирасирской дивизией под командованием великого князя Константина Павловича, атаковали стоящие перед ними французские дивизии Филиппона и Дюверне и отбросили их к горным теснинам. Уланы Кнорринга, австрийский драгунский полк эрцгерцога Иоанна, поддержанные австрийской дивизией Бианки и бригадой Абеля, устремились к Кульму. Союзные войска опрокинули французские резервы, прижали их к селению Шанде. Четыре тысячи французов, образовав каре между Кульмом и Шанде, продолжали обороняться. Однако, окружённые со всех сторон, вынуждены были сложить оружие.
Кавалерии Корбино удалось прорваться к селению Петерсвальд. Французская пехота Рейса была остановлена прусским отрядом Цитена.

## Пленение Вандама
Об обстоятельствах пленения командующего корпусом Вандама источники с противоположной стороны сообщают по-разному. По рассказу очевидца А. И. Михайловского-Данилевского пленный генерал подъехал к царю на коне. Когда Вандам сделал какой-то масонский знак, Александр I обещал тому облегчить его участь. Вандам провёл в плену в России меньше года и был освобождён в 1814 году.
У французов передают легенду о грубом обхождении русского царя с пленником. Будто бы Александр назвал Вандама грабителем и разбойником, а тот в ответ смело возразил в лицо императору: «Я не грабитель и не разбойник, но в любом случае, в истории я не останусь отцеубийцей». Французы заканчивают исторический анекдот тем, что победивший русский царь молча проглотил оскорбление (намёк на причастность Александра к убийству отца, императора Павла I) от побеждённого французского генерала. Фактически же Александр не простил оскорбления и приказал отправить пленного Вандама «на границу Сибири», в результате почти полгода плена Вандаму пришлось провести в Вятке, не сильно отличающейся в те времена от Сибири по климату и отдалённости.

## После сражения
Союзная армия встала вдоль Богемской границы: Комотау — Брикс — Дукс — Тёплиц. Авангард армии встал у Ноллендорфа.
Наполеон приказал прекратить преследование Богемской армии: Сен-Сиру остановиться в Либеау, Мармону в Циннвальде, корпусам Мюрата и Виктора в Сайде.
Александр I «имел полное право» считать себя автором одержанной победы, которая до конца его жизни «оставалась его любимым воспоминанием».
Король Прусский Фридрих-Вильгельм III наградил все чины, которые участвовали в сражении, орденом Железного Креста. Граф Милорадович при награждении орденом Железного Креста сказал :
Да умножат эти новые знаки на груди вашей число тех, которые трудами и кровью приобрели вы в битвах за спасение отечества, за славу имени русского и свободу Европы
Австрийский император Франц I наградил графа Остермана-Толстого командирским крестом Марии-Терезии. Кроме того, дамы Богемии поднесли графу Остерману-Толстому серебряный кубок в знак благодарности за избавление их страны от тягот войны.
Австрийский император наградил «наиболее отличившихся в сражении» серебряными и золотыми медалями. Барклай-де-Толли был награждён орденом Св. Георгия 1-й степени и командирским крестом Марии-Терезии. Ермолов был награждён орденом Св. Александра Невского, принц Евгений — орденом Св. Владимира 1-й степени.
Король Фридрих Вильгельм III наградил Клейста орденом «Чёрного орла», возвёл в «графское достоинство» с наименованием «граф Клейст фон Ноллендорфский», пожаловал ему имение.
Впоследствии, союзными правительствами были поставлены памятники, которые увековечили победу при Кульме.

## Итог сражения
Победа под Кульмом затмила поражении Богемской армии под Дрезденом и имела «весьма решительные последствия» в деле сплочения держав коалиции. Соглашениями от 9 сентября 1813 года в городе Тёплиц Австрия, Россия и Пруссия упрочили свой союз. С момента подписания соглашений Александр I и его министр иностранных дел граф Нессельроде «имели полное основание думать, что их политика будет увенчана полнейшим успехом. Франция не в состоянии будет устоять против европейской коалиции, а Россия достигнет намеченной цели: обеспечения не только своей национальной независимости, но и независимости всех остальных Европейских держав».